# АСЕТ (організація)

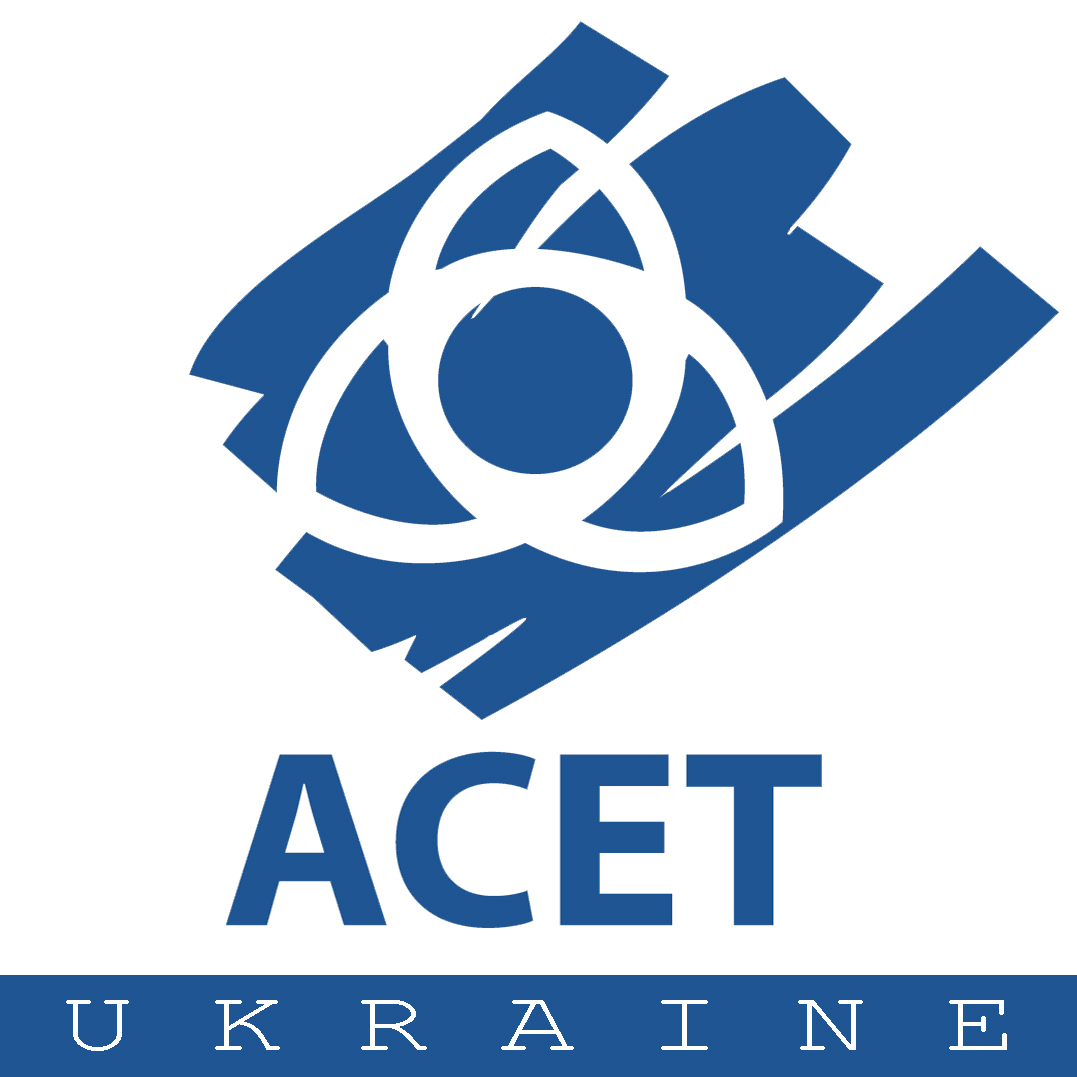
ACET Ukraine

АСЕТ (англ. AIDS Care Education and Training Ltd) — організація, яка працює більше 20 років в області профілактики ВІЛ/СНІДу і турботи про людей хворих на СНІД у різних країнах Європи, Африки, Азії, Америки й Австралії.
АСЕТ входить у Всесвітню Організацію Охорони Здоров'я (WHO-World Health Organization) і має підтримку урядів багатьох країн.
Всеукраїнська благодійна організація АСЕТ була заснована у квітні 2005 року. Програма АСЕТ в Україні розпочала працювати з 2003 року. АСЕТ в Україні є частиною АСЕТ International, яка була започаткована у 1988 році у Великій Британії (м. Лондон) Патріком Діксоном. Та поширює свою роботу у 22 країнах світу. (http://www.acet-international.org [Архівовано 15 вересня 2008 у Wayback Machine.]).
АСЕТ в Україні, працюючи у сферах: охорони здоров'я, освіти, сім'ї, спорту, дітей та молоді, тісно співпрацюючи з НУО та державними органами влади, здійснює інформаційну та фінансову допомогу своїм набувачам та клієнтами у 100 містах України. АСЕТ проводить ряд навчальних семінарів, тренінгів, профілактичних лекцій, соціальних-інформаційних кампаній, проводить активну діяльність в організації інтерактивних клубів для дітей та молоді шкільного та студентського віку, організації груп взаємопідтримки для ВІЛ-інфікованих людей, а також є організатором ряду спортивних змагань та турнірів, культурних заходів та акцій до знаменних державних та міжнародних дат. Надає адресну допомогу у лікуванні хворих. Основною метою є популяризація здорового способу життя серед дітей та молоді.
За час існування організації в Україні на навчальних семінарах-тренінгах, що проводяться організацією АСЕТ, пройшло навчання понад 6000 чоловік, серед яких 600 є діючими лекторами-добровольцями сьогодні. За останній рік роботи організація АСЕТ охопила 180 000 чоловік.
Основні програми, проєкти та заходи:
- Інформаційний проєкт з профілактики ВІЛ/СНІДу в Україні.
- Проєкт з профілактики абортів.
- Проєкт з профілактики тютюнопаління, алкоголізму та наркоманії.
- Мережа інтерактивних клубів для дітей та молоді.
- Всеукраїнські інформаційні соціальні кампанії на підтримку сім'ї, здоров'я, прав людини тощо.
- Всеукраїнський захід «Тиждень подружжя».
- Організація щорічних спортивних турнірів та змагань з баскетболу, футболу, волейболу.
- Конференції та форуми щодо популяризації та розвитку волонтерського руху в Україні.
- Навчальні програми з розвитку НУО (основні напрямки: фандрейзинг, волонтерство, лідерство, комунікація, менеджмент тощо).